# Portret Francisca Bayeu (1795)

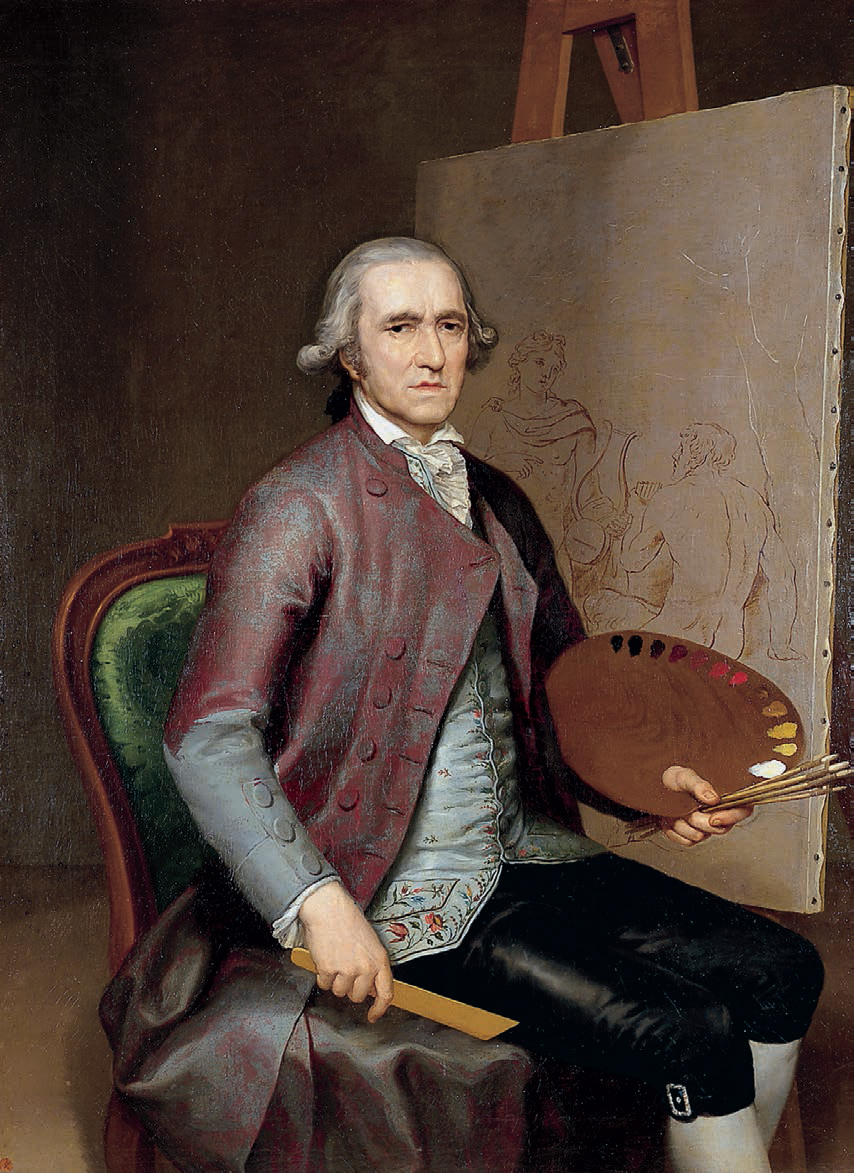
Autoportret Francisca Bayeu (ok. 1792-95), na którym wzorował się Goya, Królewska Akademia Sztuk Pięknych św. Ferdynanda

Portret Francisca Bayeu (hiszp. El pintor Francisco Bayeu) – obraz olejny hiszpańskiego malarza Francisca Goi (1746–1828) przedstawiający jego szwagra, również malarza, Francisca Bayeu.
Dużą rolę w życiu zawodowym i osobistym Goi odegrała aragońska rodzina Bayeu: trzech braci malarzy, którzy tak jak Goya pochodzili z Saragossy i byli uczniami José Luzana: Francisco (1734–95), Ramón (1746–93) i Manuel Bayeu (1740–1809). W wieku 27 lat Goya poślubił Josefę Bayeu, siostrę zaprzyjaźnionych malarzy. Najstarszy z braci, Francisco, był nauczycielem Goi (do jego pracowni wstąpił w 1766 roku), a później współpracownikiem i protektorem na królewskim dworze. Dzięki wstawiennictwu Francisca uzyskał swoje pierwsze zlecenie w stolicy – przygotowywał projekty gobelinów dla królewskiej manufaktury. W ich relacjach nie brakowało jednak zazdrości i rywalizacji. W 1780 doszło między nimi do ostrego sporu w związku z realizacją fresków w bazylice del Pilar w Saragossie, przy których wspólnie pracowali. Bayeu zażądał od Goi poprawek (które ostatecznie sam wprowadził), gdyż nie akceptował jego nowatorskiego stylu. Pogodzili się w 1786 roku, kiedy Goya i Ramón Bayeu zostali mianowani królewskimi malarzami. Goya namalował wtedy pierwszy Portret Francisca Bayeu.
Po śmierci Francisca Bayeu jego córka Feliciana zamówiła u Goi portret zmarłego malarza. Goya wzorował się na ostatnim autoportrecie Bayeu namalowanym ok. 1792–95 roku. Odrzucił elementy takie jak sztalugi, czy paleta malarska stosując typowe dla swoich portretów ciemne, jednolite tło. Goya skupił się na wyrazie twarzy portretowanego malarza; można na niej odczytać cierpienie wywołane chorobą, która doprowadziła do jego śmierci. Pomimo wielu różnic, które dzieliły ich za życia, Goya nie zapomniał o tym, jak wiele zawdzięczał Bayeu i uwydatnił takie jego cechy, jak godność i siła charakteru. Dla uczczenia pamięci malarza portret wystawiono w Królewskiej Akademii Sztuk Pięknych św. Ferdynanda, z którą był związany.
Technicznie obraz jest zbliżony do portretu Vicente María Vera de Aragón, książę de la Roca, który prawdopodobnie powstał w tym samym roku.

## Proweniencja
Po śmierci Feliciany Bayeu i jej męża Pedra Ibañeza, obraz odziedziczyła ich córka Felipa Ibáñez Bayeu, a następnie jej syn Andrés Mollinedo. W 1866 roku Muzeum Trójcy Świętej zakupiło portret od Andresa Mollinedo. To muzeum zostało połączone z Prado, gdzie obraz znajduje się od 1872 roku.